# Cessens
Cessens est une ancienne commune française située dans le département de la Savoie en région Rhône-Alpes. Elle fait partie du pays de l'Albanais et du canton d'Albens.
Par arrêté préfectoral du 25 septembre 2015, elle devient une commune déléguée au sein de la Commune nouvelle d'Entrelacs le 1er janvier 2016.

## Toponymie
En francoprovençal, le nom de la commune s'écrit Sèssin (graphie de Conflans) ou Sèssens (ORB).

## Histoire
La famille de Faucigny y détient un château. En 1282, Béatrix de Faucigny cède à Amédée de Genève le château et le mandement. La possession directe du château reste aux mains des Grésy-Faucigny[réf. nécessaire]. En 1300, dans une reconnaissance de Pierre et Mermet de Grésy au comte de Genève, il est déjà qualifié d'antique. En 1316, à la suite d'un échange, le comte Guillaume III inféode château-vieux à Rodolphe de Grésy. Le comte se gardant le droit de le reprendre en cas de conflit armé. Les deux châteaux, le vieux et le neuf, sont alors la possession de la famille de Grésy.
Cessens a accueilli à ses débuts l'abbaye d'Hautecombe ; c'était alors un ermitage localisé sur le plateau de Paquinot, entre les hameaux de Topy et des Granges ; l'abbaye a ensuite été déménagée à Saint-Pierre-de-Curtille sur la rive opposée du lac du Bourget, où elle est devenue la nécropole des comtes et ducs de Savoie.
La commune fusionnera avec Albens, Épersy, Mognard, Saint-Germain-la-Chambotte et Saint-Girod pour former au 1er janvier 2016 la commune d'Entrelacs.

## Politique et administration
| Période                                  | Période       | Identité    | Étiquette | Qualité |
| ---------------------------------------- | ------------- | ----------- | --------- | ------- |
| Les données manquantes sont à compléter. |               |             |           |         |
| mars 2001                                | décembre 2015 | Yves Grange |           |         |

## Population et société

### Démographie
L'évolution du nombre d'habitants est connue à travers les recensements de la population effectués dans la commune depuis 1793. À partir du 1er janvier 2009, les populations légales des communes sont publiées annuellement dans le cadre d'un recensement qui repose désormais sur une collecte d'information annuelle, concernant successivement tous les territoires communaux au cours d'une période de cinq ans. 
Pour les communes de moins de 10 000 habitants, une enquête de recensement portant sur toute la population est réalisée tous les cinq ans, les populations légales des années intermédiaires étant quant à elles estimées par interpolation ou extrapolation. Pour la commune, le premier recensement exhaustif entrant dans le cadre du nouveau dispositif a été réalisé en 2008,.
En 2013, la commune comptait 399 habitants, en évolution de −1,48 % par rapport à 2008 (Savoie : +3,87 %, France hors Mayotte : +2,49 %).
| 1793 | 1800 | 1806 | 1822 | 1838 | 1848 | 1858 | 1861 | 1866 |
| ---- | ---- | ---- | ---- | ---- | ---- | ---- | ---- | ---- |
| 486  | 450  | 526  | 621  | 739  | 805  | 668  | 668  | 681  |

| 1872 | 1876 | 1881 | 1886 | 1891 | 1896 | 1901 | 1906 | 1911 |
| ---- | ---- | ---- | ---- | ---- | ---- | ---- | ---- | ---- |
| 663  | 694  | 666  | 667  | 603  | 609  | 591  | 563  | 562  |

| 1921 | 1926 | 1931 | 1936 | 1946 | 1954 | 1962 | 1968 | 1975 |
| ---- | ---- | ---- | ---- | ---- | ---- | ---- | ---- | ---- |
| 501  | 504  | 485  | 466  | 429  | 382  | 348  | 335  | 301  |

| 1982 | 1990 | 1999 | 2008 | 2013 | - | - | - | - |
| ---- | ---- | ---- | ---- | ---- | - | - | - | - |
| 289  | 320  | 331  | 405  | 399  | - | - | - | - |

La composition de la population reste stable du XVIe au XIXe siècle, les principaux patronymes restant constants : Bontron, Jeandet (Jandet), Janin, Pétellat (Pételat, Pétellaz), Collomb (Colon, Colomb, Collon), Germain, Burdet, Cathelin (Cathelain, Catelin).
Autres patronymes étudiés : Toinet (Thoinet), Grange, Duchêne (Duchesne).

### Sports
- École d'escalade de Cessens.
- École de Parapente (Parapente Hélico Services)

### Enseignement
L'école primaire publique de Cessens est en Regroupement Pédagogique Intercommunal (RPI) avec Saint-Germain-la-Chambotte. Deux classes composent l'école, accueillant des élèves de la PS au CE1 (à compter de septembre 2023).

## Culture locale et patrimoine

### Lieux et monuments
- Col du Sapenay.
- Massif de la Chambotte.
- Vue sur le lac du Bourget depuis le col du Sapenay.
- Vue sur la chaine des Alpes depuis une partie du village.
- Château de Cessens-Vieux ou Tour de César ; situé sur un mamelon de la montagne de Cessens, en direction du col du Sapenay, à 830 m d'altitude, distant de 220 m du château de Cessens-Neuf, Cessens-Vieux, au Moyen Âge centre de la seigneurie de Cessens, est un ancien château fort du XIIe siècle, aujourd'hui en ruines. Ce château est l'un des plus anciens du Genevois.
- Château de Cessens-Neuf ; situé sur mamelon de la montagne de Cessens, à 220 m au sud-ouest de Cessens-Vieux, Cessens-Neuf est un ancien château fort du XIIIe et XIVe siècles, aujourd'hui en ruines.
- l'église Saint-Laurent construite en 1749, avec son clocher à bulbe. Elle abrite une cloche en bronze du XVIIIe siècle classée monument historique.

### Personnalités liées à la commune
- Louis Germain, peintre de montagne, a exercé comme instituteur à Cessens, commune où était né son père
- Un épisode de la série L'Instit a été tourné à Cessens[réf. souhaitée].